# Night Ride Home

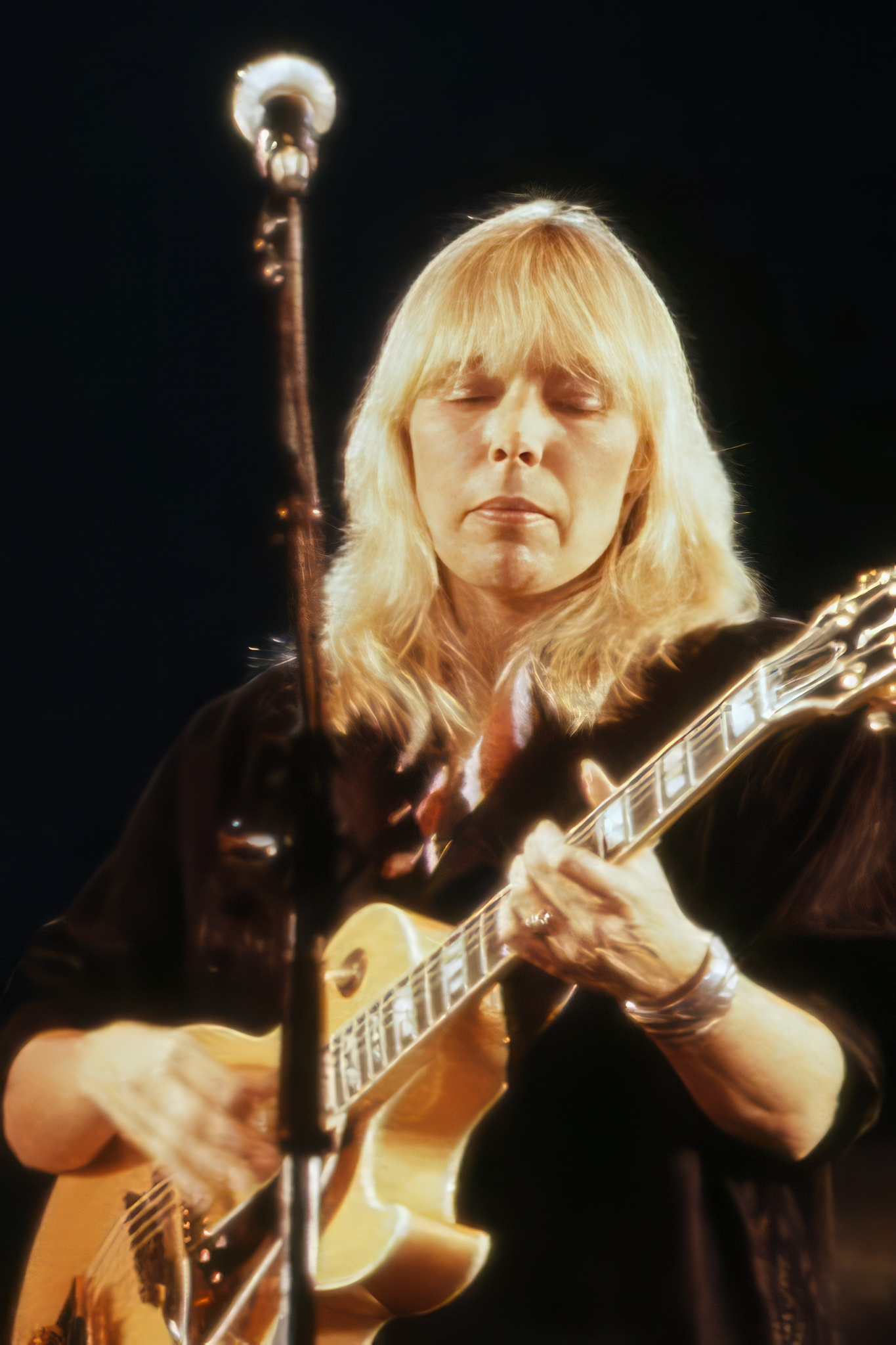
Joni Mitchell (1983)

Night Ride Home ist das 14. Album von Joni Mitchell, das 1991 erschien. Es war das letzte von vier Alben, die sie für Geffen Records aufnahm.

## Lieder
Zu den Liedern des Albums gehören Cherokee Louise über eine Kindheitsfreundin, die sexuell missbraucht wurde, The Windfall (Everything For Nothing) über ein Dienstmädchen, das Mitchell verklagen wollte, und die Single-Auskopplung Come in from the Cold eine Retrospektive über Kindheit und mittleres Alter. Der Titelsong Night Ride Home (ursprünglich als Fourth of July  betitelt und zum ersten Mal während der Promotion für ihr vorheriges Album im Jahr 1988 aufgeführt) wurde von einer mondbeschienenen Nacht auf Hawaii inspiriert. Obwohl das Album keine Hits enthielt, wurde der Titel Come in From the Cold von AOR-Sendern gespielt.
Es war das erste Album von Mitchell, das nicht von WEA vertrieben wurde. In der Vergangenheit war sie bei den WEA-Labeln Asylum und Reprise unter Vertrag gewesen.
Ebenfalls 1991 wurde ein Video mit dem Titel Come In from the Cold veröffentlicht, das Promo-Videos zu fünf Titeln des Albums sowie ein Interview mit Mitchell enthält, in dem sie über die Inspiration für die Titel spricht.

## Titelliste
Text und Musik stammt von Joni Mitchell, wenn nicht anders angegeben.
1. Night Ride Home – 3:21
2. Passion Play (When All the Slaves Are Free) – 5:25
3. Cherokee Louise – 4:32
4. The Windfall (Everything for Nothing) – 5:15
5. Slouching Towards Bethlehem – 6:54 (based on a poem – The Second Coming – by W.B. Yeats)
6. Come in from the Cold – 7:31
7. Nothing Can Be Done – 4:53 (Musik von Larry Klein)
8. The Only Joy in Town – 5:11
9. Ray's Dad's Cadillac – 4:33
10. Two Grey Rooms – 3:57

## Musiker
- Joni Mitchell – Gesang, Gitarre, Keyboards, Birotron auf 6, Oboe auf 8, Omnichord auf 8
- Larry Klein – Bass; Schlagzeug auf 1, 2, 3, 5, 6; Gitarre auf 6; Keyboards auf 7
- Wayne Shorter – Sopransaxophon auf 3, 9
- Michael Landau – Gitarre auf 10
- Vinnie Colaiuta – Schlagzeug auf 4, 5, 6, 10; kleine Trommel auf 3
- Alex Acuña – Schlagzeug auf 1, 2, 5, 6, 7, 8
- Bill Dillon – Gitarre auf 2, 7; Pedal Steel Guitar auf 1
- Brenda Russell – Hintergrundgesang auf 9
- Karen Peris – Hintergrundgesang auf 3
- David Baerwald – Hintergrundgesang auf 7
- Jeremy Lubbock – Dirigent, Arrangeur, Streicherarrangement auf 10